# Папуцис, Христос
Христос Папуцис (греч. Χρήστος Παπουτσής, 11 апреля, 1953, Лариса) — греческий политик, член ПАСОК. Министр защиты граждан в 2010—2012 гг.

## Биография
Христос Папуцис родился в 1953 году в Ларисе, Греция. Позже переехал в Афины, где изучал экономику в Национальном университете имени Каподистрии. Женат, имеет дочь.

## Политическая карьера
Ещё в университетские годы активно участвовал в студенческом политическом движении в период военной хунты «черных полковников». После восстановления демократии в 1974 году стал членом ПАСОК. Был президентом греческого Национального союза студентов (1978-1980), заместителем секретаря молодёжного движения ПАСОК (1978-1981) и секретарем ЦК ПАСОК (1982-1985). Профессиональную политическую карьеру начал с 1982 года. С тех пор он занимал ряд должностей в ПАСОК, европейских международных организациях и греческом правительстве.
В период 1984 по 1995 годы он был членом Европейского парламента  три срока подряд (1984, 1989, 1994). В этот период он занимал должность вице-президента Социалистической группы Европейского парламента  (1987-1994) и руководителя делегации ПАСОК в Европейском парламенте (1989-1994).
Наряду с выполнением обязанностей представителя в Европейском парламенте, служил в качестве секретаря по международным отношениям ПАСОК и представителя партии в Социалистическом интернационале в период с 1988 по 1994 год.
В 1995-1999 годах он был назначен комиссаром ЕС по энергетике. В период действия своего мандата выдвинул ряд стратегий в области «зеленой» энергетики, предпринимательства, торговли, туризма и социальной экономики.
В 2000 года избран членом парламента Греции от партии ПАСОК (выборы 2000, 2004, 2007 и 2009 годов). Работал министром торгового флота (2000-2001) и председателем оппозиции в муниципальном совете Афин (2002-2006). С переизбранием ПАСОК в 2009 году, в октябре 2009 года он занимает должность секретаря парламентской группы и выполняет обязанности парламентского пресс-секретаря. 7 сентября 2010 назначен министром защиты граждан. 7 марта 2012 его сменил на этом посту Михалис Хрисохоидис.

### Публикации
- European Destinations (греч. Ευρωπαϊκές Διαδρομές), by Christos Papoutsis, 1994, ISBN 960-236-433-5,
- The Colour of the Future (греч. Το Χρώμα του Μέλλοντος), by Christos Papoutsis, 1998, ISBN 960-14-0006-0,
- For Europe in the 21st Century (греч. Για την Ευρώπη του 21ου Αιώνα), by Christos Papoutsis, 1999, ISBN 960-14-0154-7,